# Piankashaw
Les Piankeshaw (ou Piankashaw) étaient des Amérindiens rattachés à la nation des Miamis bien qu'ils vivaient à l'écart des Miamis. Ils vivaient dans une région actuellement comprise à l'ouest de l'Indiana et en Ohio et étaient des proches alliés des Weas.